# Benjamin Stone
Pour les articles homonymes, voir Stone.
Benjamin John Stone est un acteur anglais né le 23 avril 1987, résidant actuellement à Los Angeles aux États-Unis. Il est principalement connu pour son rôle d'Alek Petrov dans la série The Nine Lives of Chloe King.

## Biographie
Benjamin Stone a grandi à Esher, un quartier du Sud-Ouest de Londres. Il a un frère et une sœur. Stone est allé à l'Epsom College, un internat bien connu en Angleterre où il étudia le théâtre et le chant. Il écrivait ses propres sketches pour les soirées talents de l'école.
Après avoir quitté l'Epsom College, Benjamin est engagé dans la One Year Foundation Course à l'Arts Educational de Londres.
Il est ensuite assez privilégié pour bénéficier d'une place qu'il occupera pendant trois ans dans une académie anglaise spécialisée dans le théâtre et la musique, le prestigieux "GSA Conservatoire".
Sa participation à ce programme l'a décidé à emménager à Los Angeles.

## Filmographie
- 2000 : Randall & Hopkirk (Deceased) - Choir boy - BBC One (1 épisode)
- 2010 : 10 Things I Hate About You - Blank / William Blankenship - ABC Family (guest star, 3 épisodes)
- 2011 : The Nine Lives of Chloe King - Alek Petrov - ABC Family
- 2014 : Lucky Stiff : Telegraph Boy
- 2015 : Bikini Model Academy : T.J.
- 2016 : Youthful Daze : Cody Ryan (78 episodes)

## Théâtre
- Pentragon - Frank Whatley - International Youth Arts Festival et Rose Theatre à Kingston
- The Dreaming, Angel, King Of The Woodlanders - rôle inconnu - National Youth Music Theatre
- L'adaptation musicale de A Midsummer Night's Dream - Charles Hart et Howard Goodall

## Jeux vidéo
- Harry Potter à l'école des sorciers (jeu vidéo) - WB - Electronic Arts & Bullfrog
- Harry Potter et la Chambre des secrets (jeu vidéo) - WB - Electronic Arts & Bullfrog
- Harry Potter et le Prisonnier d'Azkaban (jeu vidéo) - WB - Electronic Arts & Bullfrog
- Harry Potter et la Coupe de feu (jeu vidéo) - WB - Electronic Arts & Bullfrog

## Sources
- http://abcfamily.go.com/
- http://www.benjaminstone.com/